# Біржовий палац
Палац фондової біржі або Біржовий палац (порт. Palácio da Bolsa) — історична будівля в Порто (Португалія). Палац був побудований у XIX столітті комерційною асоціацією міста (порт. Associação Comercial do Porto ) в неокласичному стилі.  Він розташований на площі Інфанте Д. Енріке в історичному центрі Порто, визначеного Всесвітньою спадщиною ЮНЕСКО.

## Історія

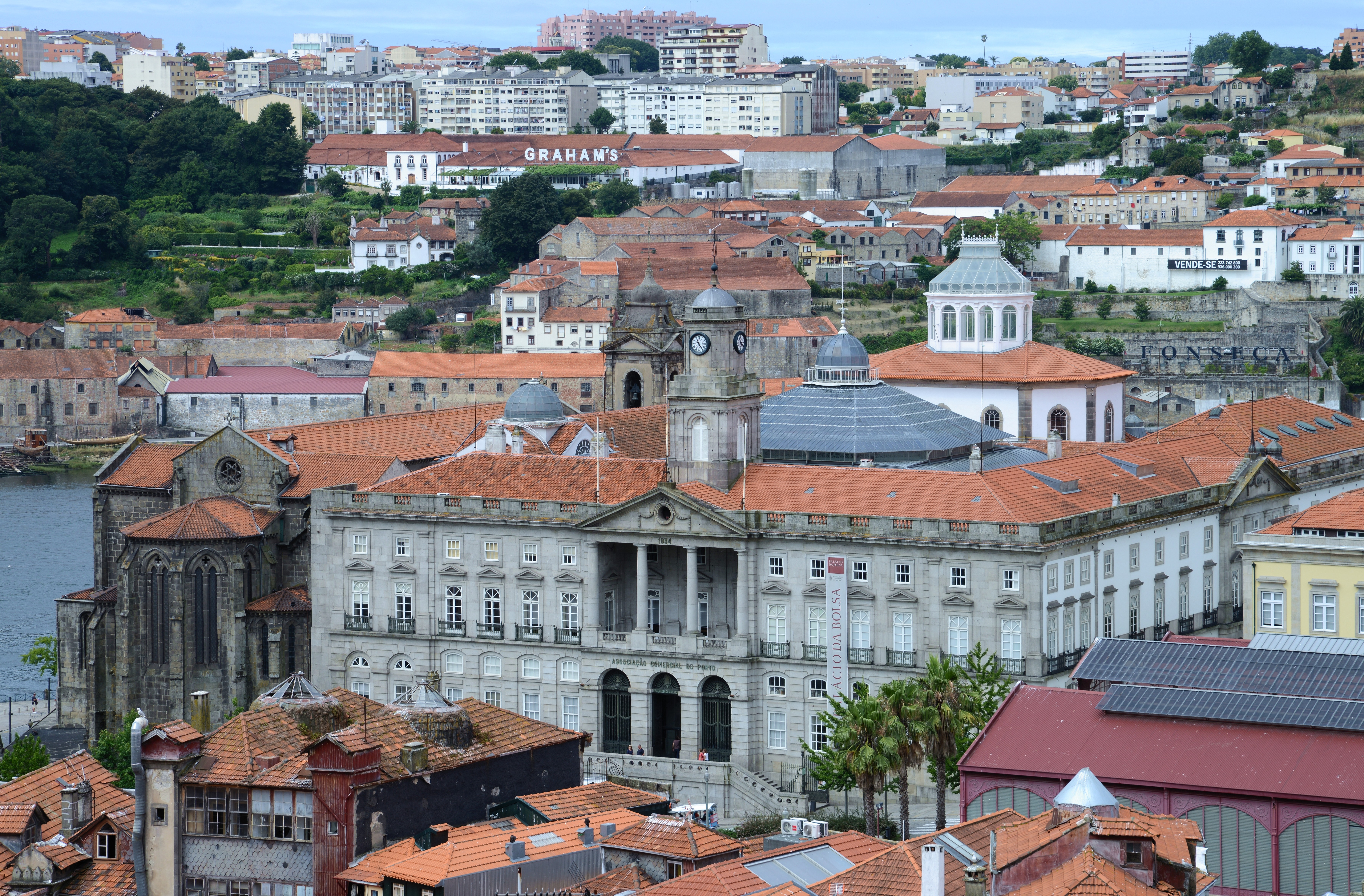
Біржовий палац, вид із собору Порто

Біржовий палац знаходиться поруч із церквою Святого Франциска в Порто, яка колись була частиною монастиря Святого Франциска, заснованого в 13 столітті. У 1832 році, під час Ліберальних воєн, пожежа знищила монастир. У 1841 році королева Марія II подарувала руїни монастиря купцям міста, які вирішили використати це місце для будівництва комерційного об'єднання. 
Будівельні роботи розпочались у 1842 р. За задумом архітектора Порту Хоакіма да Коста Ліма Хуніора, який спроектував неокласичний палац палладійського впливу, натхненний попередніми спорудами, побудованими в місті. Більша частина палацу була закінчена до 1850 р., але оздоблення інтер’єру було завершено лише в 1910 р. В ньому брали участь декілька різних художників. 
Палац фондової біржі класифікується як національний пам'ятник з 1982 р. 

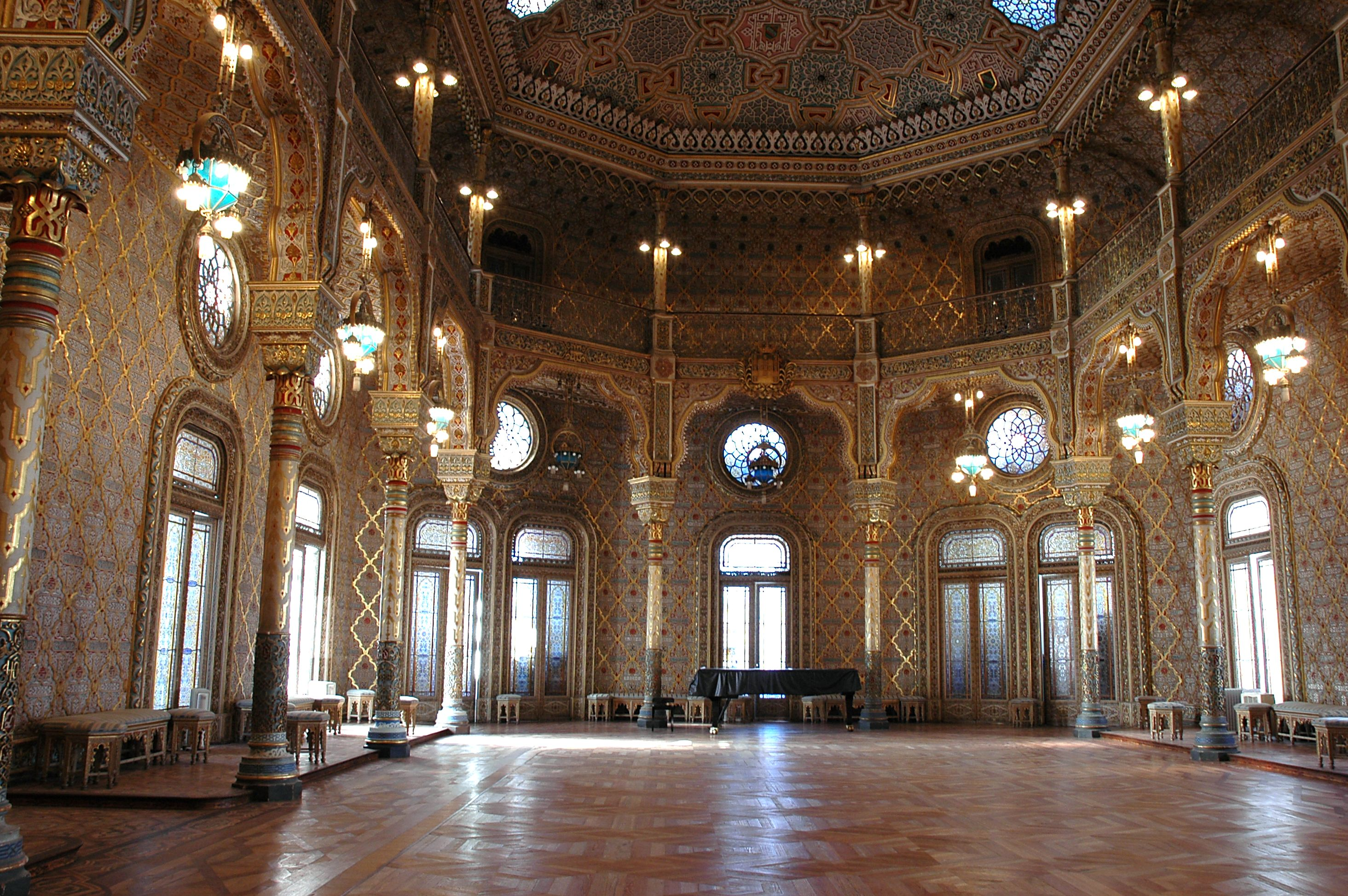
Арабська кімната мавританського відродження

## Мистецтво та архітектура
Першим архітектором Паласіо був Хоакім да Коста Ліма Юніор, який відповідав за проект з 1840 по 1860 рік. Він відповідав за загальний дизайн будівлі, натхненний неопалладівською архітектурою, яка була в моді в Порто з кінця 18 століття, і виражалася в таких будівлях, як лікарня Святого Антонія (англійський архітектор Джон Карр), англійська фабрика (автор інший англієць Джон Уайтхед) та кілька проектів португальського архітектора Карлоса Амаранте .
Загальна структура Палацу була завершена до 1850 року, але кілька архітектурних деталей пізніше було доручено архітекторам Густаво Адольфо Гонсалвіш е Соуза (автор сходів та Арабської кімнати),  Томас Аугусто Солер (металевий купол внутрішнього дворика) та Джоель да Сілва Перейра (Зал Трибуналу), серед інших.  
Інтер'єр палацу, закінчений лише в 1910 році, був чудово прикрашений кількома художниками. Центральний двір (Народний двір - Pátio das Nações ) покритий великим металевим восьмигранним куполом зі скляними панелями, спроектованим Томасом Солером та побудованим після 1880 року. Нижня частина купола прикрашена розмальованими гербами Португалії та країн, з якими Португалія мала торгові відносини в 19 столітті. До задньої частини внутрішнього дворика на розкішні сходи, побудовані в 1868 році Гонсалвесом е Соузою, ведуть на верхні поверхи і прикрашені бюстами відомі скульптори Антоніо Соарес дос Рейс та Антоніо Тейшейра Лопес. Стельові фрески намалював Антоніо Рамальо. 
Кілька кімнат Палацу - зал Трибуналу, Асамблея, Золота кімната - виставлені меблі Хосе Маркаса да Сільви, алегоричні картини Хосе Марія Велосо Сальгадо та Жоао Марк де Олівейра, скульптури Тейшейри Лопеса та багато інших творів мистецтва. Однак родзинкою палацу є Арабська кімната, побудована між 1862 і 1880 роками Гонсалвіш е Соуза. Кімната оформлена в екзотичному стилі мавританського відродження, модному в 19 столітті, і використовується як зал для прийому особистостей та глав держав, які відвідують Порто.

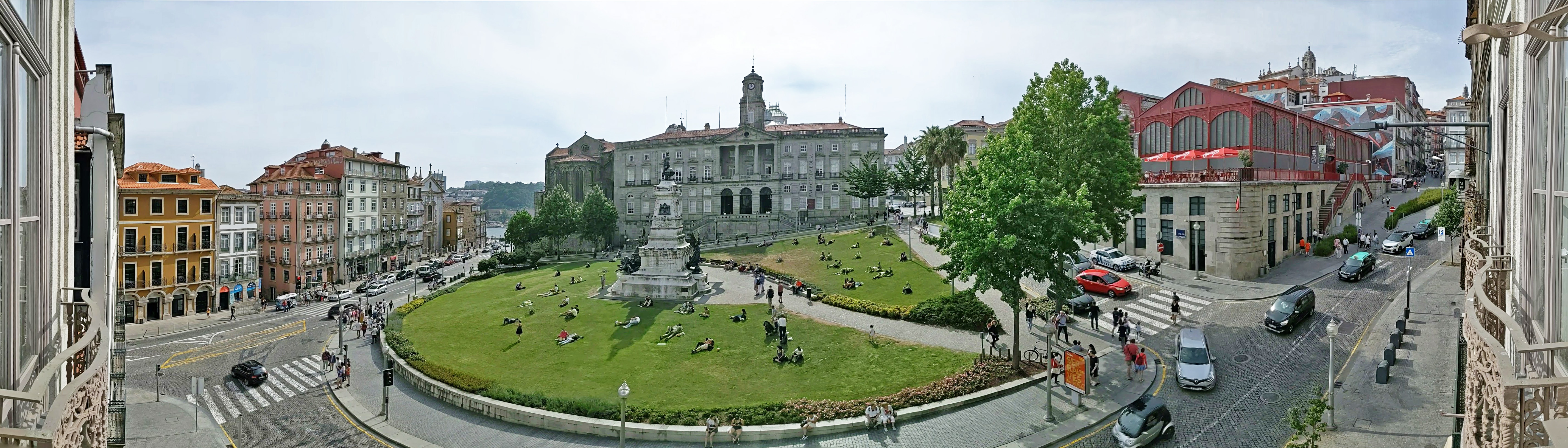
Біржовий палац в саду-саду інфанте дім Енріке - панорамний вид з балкона через дорогу